# Lesbonax
Lesbonax, en grec Λεσβώναξ ὁ Μυτιληναῖος, est un philosophe de Mytilène. Il vivait au temps d’Auguste, au Ier siècle de notre ère. 
Il avait grande réputation et on lui attribue plusieurs ouvrages. Deux de ses harangues seulement sont parvenues jusqu’à nous ; l’une est relative à la Guerre des Corinthiens, l’autre est une Exhortation aux Athéniens.
Ces discours, insérés dans divers recueils, ont été publiés à part par Orelli (Leipzig, 1820, in-8°).

## Source
- « Lesbonax », dans Pierre Larousse, Grand dictionnaire universel du XIXe siècle, Paris, Administration du grand dictionnaire universel, 15 vol., 1863-1890 [détail des éditions].
- (en) « Lesbonax », dans Encyclopædia Britannica [détail de l’édition], vol. 16, 1911 (lire sur Wikisource), p. 488.